# Wereldkampioenschap superbike van Le Mans 1988
Het wereldkampioenschap superbike van Le Mans 1988 was de zesde ronde van het wereldkampioenschap superbike 1988. De races werden verreden op 4 september 1988 op het Circuit Bugatti nabij Le Mans, Frankrijk.
Oorspronkelijk stonden twee races gepland, maar de tweede race werd afgelast vanwege een te vol programma. Hierdoor werden er voor de enige race dubbele punten uitgereikt.

## Race 1
| Pos | Nr | Rijder                 | Constructeur | Rondes | Tijd                | Grid | Punten |
| --- | -- | ---------------------- | ------------ | ------ | ------------------- | ---- | ------ |
| 1   | 3  | Fabrizio Pirovano      | Yamaha       | 24     | 49:01.770           | 14   | 20     |
| 2   | 17 | Éric Delcamp           | Kawasaki     | 24     | +1.040              | 7    | 17     |
| 3   | 8  | Stéphane Mertens       | Bimota       | 24     | +1.910              | 6    | 15     |
| 4   | 6  | Alex Vieira            | Honda        | 24     | +7.760              | 8    | 13     |
| 5   | 11 | Christophe Bouheben    | Honda        | 24     | +10.910             | 2    | 11     |
| 6   | 4  | Fred Merkel            | Honda        | 24     | +16.150             | 10   | 10     |
| 7   | 9  | Roger Burnett          | Honda        | 24     | +16.440             | 9    | 9      |
| 8   | 68 | Terry Rymer            | Honda        | 24     | +50.380             | 11   | 8      |
| 9   | 28 | Marino Fabbri          | Bimota       | 24     | +56.960             | 25   | 7      |
| 10  | 2  | Marco Lucchinelli      | Ducati       | 24     | +1:03.800           | 1    | 6      |
| 11  | 14 | Jari Suhonen           | Yamaha       | 24     | +1:06.920           | 27   | 5      |
| 12  | 1  | Davide Tardozzi        | Bimota       | 24     | +1:15.550           | 5    | 4      |
| 13  | 35 | Anders Andersson       | Suzuki       | 24     | +1:15.980           | 20   | 3      |
| 14  | 61 | Jean-Yves Mounier      | Yamaha       | 24     | +1:16.310           | 13   | 2      |
| 15  | 58 | Mark Linscott          | Honda        | 24     | +1:33.230           | 35   | 1      |
| 16  | 10 | Edwin Weibel           | Honda        | 24     | +1:50.090           | 15   |        |
| 17  | 51 | Jean-Louis Guignabodet | Honda        | 23     | +1 ronde            | 21   |        |
| 18  | 39 | Robert Dunlop          | Honda        | 23     | +1 ronde            | 18   |        |
| 19  | 40 | Andy McGladdery        | Honda        | 23     | +1 ronde            | 28   |        |
| 20  | 53 | Erkki Siukola          | Suzuki       | 23     | +1 ronde            | 32   |        |
| 21  | 70 | Mauro Ricci            | Honda        | 23     | +1 ronde            | 26   |        |
| 22  | 67 | Dave Leach             | Yamaha       | 23     | +1 ronde            | 36   |        |
| 23  | 43 | Peter Rubatto          | Bimota       | 23     | +1 ronde            | 16   |        |
| 24  | 65 | Didier Hamdi           | Yamaha       | 23     | +1 ronde            | 24   |        |
| 25  | 29 | Karl-Heinz Riegl       | Bimota       | 23     | +1 ronde            | 33   |        |
| 26  | 64 | André Bouilloux        | Honda        | 23     | +1 ronde            | 34   |        |
| 27  | 38 | Udo Mark               | Yamaha       | 22     | +2 ronden           | 31   |        |
| DNF | 36 | Pierre Etienne Samin   | Kawasaki     | 23     | Uitgevallen         | 3    |        |
| DNF | 7  | Adrien Morillas        | Kawasaki     | 19     | Uitgevallen         | 12   |        |
| DNF | 37 | Anton Gruschka         | Honda        | 16     | Uitgevallen         | 23   |        |
| DNF | 21 | Virginio Ferrari       | Honda        | 11     | Uitgevallen         | 19   |        |
| DNF | 18 | Ernst Gschwender       | Suzuki       | 7      | Uitgevallen         | 17   |        |
| DNF | 60 | Jean Louis Tranois     | Suzuki       | 5      | Uitgevallen         | 30   |        |
| DNF | 71 | Raymond Roche          | Ducati       | 3      | Uitgevallen         | 4    |        |
| DNS | 27 | Paul Ramon             | Honda        | 0      | Niet gestart        | 22   |        |
| DNS | 27 | Dieter Heinen          | Honda        | 0      | Niet gestart        | 29   |        |
| DNQ | 20 | René Rasmussen         | Suzuki       | 0      | Niet gekwalificeerd |      |        |
| DNQ | 62 | Gerard Vallée          | Kawasaki     | 0      | Niet gekwalificeerd |      |        |
| DNQ | 54 | Antonio García         | Yamaha       | 0      | Niet gekwalificeerd |      |        |
| DNQ | 52 | David Griffith         | Honda        | 0      | Niet gekwalificeerd |      |        |
| DNQ | 23 | Alexandre Laranjeira   | Suzuki       | 0      | Niet gekwalificeerd |      |        |
| DNQ | 46 | Marc Granié            | Ducati       | 0      | Niet gekwalificeerd |      |        |
| DNQ | 48 | Erik Mikael Rosman     | Suzuki       | 0      | Niet gekwalificeerd |      |        |
| DNQ | 32 | Manuel Gonçalves       | Suzuki       | 0      | Niet gekwalificeerd |      |        |
| DNQ | 55 | Harri Loponen          | Suzuki       | 0      | Niet gekwalificeerd |      |        |
| DNQ | 19 | Paul Iddon             | Bimota       | 0      | Niet gekwalificeerd |      |        |

## Tussenstanden na wedstrijd
| Pos | Nr | Rijder            | Team   | Punten |
| --- | -- | ----------------- | ------ | ------ |
| 1   | 3  | Fabrizio Pirovano | Yamaha | 64     |
| 2   | 1  | Davide Tardozzi   | Bimota | 62     |
| 3   | 4  | Fred Merkel       | Honda  | 57,5   |
| 4   | 2  | Marco Lucchinelli | Ducati | 49     |
| 5   | 8  | Stéphane Mertens  | Bimota | 47,5   |

1988 · 1990